# Luchthaven van Malta
De Luchthaven Malta is het enige internationale vliegveld op het eiland Malta en bevindt zich nabij de plaats Luqa. De luchthaven werd aangelegd als militaire basis waar de Royal Air Force gestationeerd was, maar toch werden er vanaf het vliegveld al in de jaren twintig van de 20e eeuw passagiersvluchten uitgevoerd. De eerste terminal werd geopend op 31 maart 1958 en werd weer gesloten toen op 25 maart 1992 een grotere terminal in gebruik werd genomen. De Maltese luchthaven is direct bereikbaar vanuit Nederland met KLM, Air Malta en Transavia vanaf Schiphol en met Ryanair vanaf Eindhoven Airport.